# Ohshimella nhatrangensis
Ohshimella nhatrangensis is een zeekomkommer uit de familie Sclerodactylidae.
De wetenschappelijke naam van de soort werd in 1989 gepubliceerd door Levin & Dao Tan Ho.